# Garcinia morella
Garcinia morella là một loài thực vật có hoa trong họ Bứa. Loài này được (Gaertn.) Desr. mô tả khoa học đầu tiên năm 1792.